# 브라바 해안

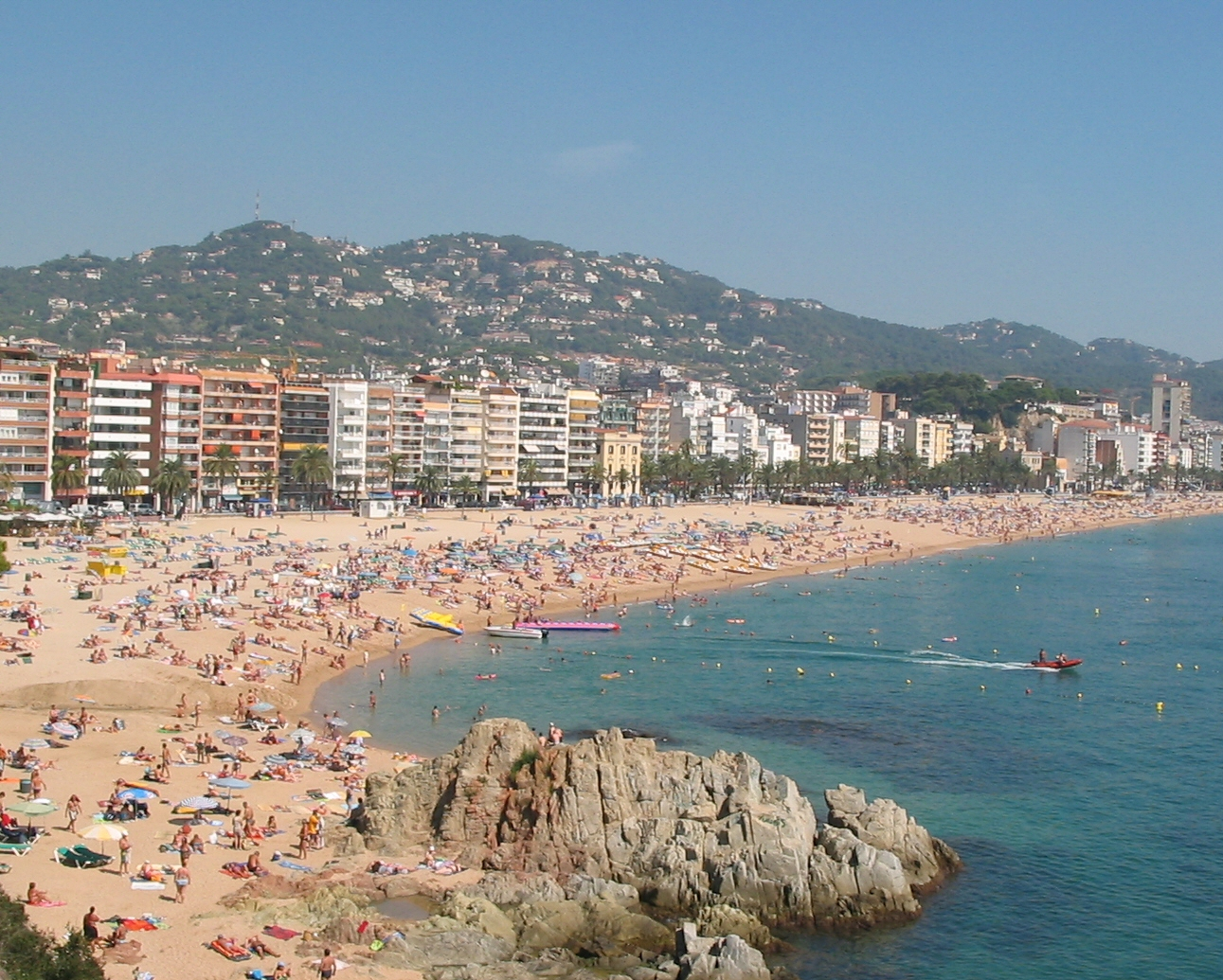
코스타 브라바

코스타 브라바(카탈루냐어: Costa Brava, 스페인어: Costa Brava)는 스페인 카탈루냐 지방의 해안이다.